# Cyanoramphus
Cyanoramphus es un género de aves psitaciformes de la familia Psittacidae nativas de las islas del sur del océano Pacífico. 

## Generalidades
Está compuesto por varias especies de pericos autóctonos de Nueva Zelanda y otros archipiélagos del océano Pacífico pertenecientes a Oceanía. Las formas de Nueva Zelanda son denominadas pericos maoríes. Son aves pequeñas y medianas con largas colas y plumajes predominantemente verdes. La mayoría de las especies son aves forestales, aunque varias de las especies subantárticas viven en pastizales abiertos. Al parecer el género siempre ha tenido una distribución discontinua, contando con dos especies que se encuentran en las islas de la Sociedad y la mayoría de especies se extienden por un área que va desde Nueva Caledonia a la isla Macquarie, pero ausentes en la extensión de 4100 kilómetros entre ellas. A pesar de los muchos fósiles de aves que se han encontrado en las islas entre estas dos áreas, no ha aparecido ningún fósil de ninguna especie descrita como Cyanoramphus.
Al igual que muchas otras especies de aves, los pericos Cyanoramphus han sufrido los cambios provocados por los seres humanos. Las dos especies de las islas de la Sociedad, (Cyanoramphus zealandicus y Cyanoramphus ulietanus), se han extinguido; al igual que las formas de la isla Lord Howe y la isla Macquarie, y también una forma no descrita de la isla Campbell, de Nueva Zelanda. La especie Cyanoramphus malherbi está en peligro crítico de extinción, mientras que la mayoría de las otras especies se consideran en peligro de extinción o que son vulnerables. La pérdida de hábitat y la introducción de especies invasoras son las responsables de la disminución y extinción de las especies del género.

## Especies
La lista de especies actualmente aceptada del taxón Cyanoramphus es:
- Perico maorí cabecigualdo (Cyanoramphus auriceps)
- Perico de Macquarie (Cyanoramphus erythrotis)  (extinto, antes considerado una subespecie de C. novaezelandiae);
- Perico de Reischek (Cyanoramphus hochstetteri) (antes considerado una subespecie de C. novaezelandiae);
- Perico maorí montano (Cyanoramphus malherbi);
- Perico maorí cabecirrojo (Cyanoramphus novaezelandiae)
  - C. novaezelandiae novaezelandiae
  - C. novaezelandiae chathamensis
  - C. novaezelandiae cyanurus
- Perico de Lord Howe (Cyanoramphus subflavescens) extinto †, (antes considerado una subespecie de C. novaezelandiae);
- Perico de Nueva Caledonia (Cyanoramphus saisetti), (antes considerado una subespecie de C. novaezelandiae);
- Perico de Raiatea (Cyanoramphus ulietanus) (extinto) †;
- Perico de las Antípodas (Cyanoramphus unicolor);
- Perico de Tahití (Cyanoramphus zealandicus) (extinto) †;
- Perico de Norfolk (Cyanoramphus cooki), anteriormente clasificado como subespecie de C. novaezelandiae;
- Perico de las Chatham (Cyanoramphus forbesi), anteriormente clasificado como subespecie de C. auriceps.

Las dos formas de C. erythrotis pueden ser especies distintas: el espécimen conservado en el museo de Canterbury como de la isla Macquarie (muestra del museo de Canterbury AV2099, catálogo O'Connor de 369) en el análisis de Boon et al's, ha resultado ser procedente de las islas Antípodas, de la población hochstetteri.